# شايكي (سايتاما)
مدينة شيكي (بالإنجليزية: Shiki)‏ هي أحد المدن التابعة لمحافظة سايتاما. تأسست رسميًا في 26/10/1970. ويقدر عدد سكانها بـ 68531 نسمة حسب تقدير مكتب الإحصاء الياباني لعام 2012. تبلغ مساحة شايكي 9.06 كم2. بكثافة سكانية تبلغ 7564 نسمة/كم2.

## أعلام
- تاتسويا ياماغوشي